# Anna Frank: cała prawda
Anna Frank: cała prawda (oryg. Anne Frank: The Whole Story) – miniserial oparty na książce Melissy Müller Anne Frank: The Biography. Film miał swoją premierę 20 maja 2001 na kanale ABC.
Kontrowersje wzbudziło założenie, że osobą, która zdradziła miejsce ukrycia rodziny Franków i ich przyjaciół, była sprzątaczka w biurze, mimo że w rzeczywistości tożsamość zdrajcy nie została nigdy ustalona. W wyniku tego nieporozumienia Fundacja Anny Frank wycofała się z produkcji miniserialu, co wykluczyło możliwość cytowania fragmentów Dziennika Anny Frank.

## Obsada
- Ben Kingsley – Otto Frank
- Brenda Blethyn – Auguste van Pels
- Lili Taylor – Miep Gies
- Hannah Taylor-Gordon – Anne Frank
- Tatjana Blacher – Edith Frank
- Jessica Manley – Margot Frank
- Joachim Król – Hermann van Pels
- Nicholas Audsley – Peter van Pels
- Jan Niklas – Fritz Pfeffer
- Rob Das – Jan Gies
- Johannes Silberschneider – Johannes Kleiman
- Peter Bolhuis – Victor Kugler
- Ela Lehotska – Bep Voskuijl
- Jade Williams – Hanneli "Hannah" Goslar
- Victoria Anne Brown – Jacqueline van Maarsen

## Nagrody
- 2 Nagrody Emmy – produkcja i kierownictwo artystyczne
- Nagroda Humanitas
- Nagroda Peabody
- Screen Actors Guild Awards (SAGA) – Ben Kingsley
- Writers Guild of America (WGA) – Kirk Ellis

Hannah Taylor-Gordon i Ben Kingsley otrzymali nominację do Złotego Globu i Nagrody Emmy.